# Tullytown
Tullytown es un borough ubicado en el condado de Bucks en el estado estadounidense de Pensilvania. En el año 2000 tenía una población de 2,031 habitantes y una densidad poblacional de 498 personas por km².

## Geografía
Tullytown se encuentra ubicado en las coordenadas 40°20′47″N 74°16′15″O / 40.34639, -74.27083.

## Demografía
Según la Oficina del Censo en 2000 los ingresos medios por hogar en la localidad eran de $45,625 y los ingresos medios por familia eran $57,917. Los hombres tenían unos ingresos medios de $35,774 frente a los $28,352 para las mujeres. La renta per cápita para la localidad era de $22,206. Alrededor del 4.2% de la población estaba por debajo del umbral de pobreza.